# Tynnörisaari (ö i Södra Savolax)
Tynnörisaari är en ö i Finland. Den ligger i sjön Taka-Laaro och i kommunen Sankt Michel i den ekonomiska regionen  S:t Michel och landskapet Södra Savolax, i den södra delen av landet, 200 km nordost om huvudstaden Helsingfors. Öns area är omkring 390 kvadratmeter och dess största längd är 30 meter i nord-sydlig riktning.